# Evangelisch-Lutherische Kirche Arad
Die Evangelisch-Lutherische Kirche Arad (rumänisch Biserica Evanghelică-Lutherană Arad, volkstümlich Rote Kirche, rumänisch Biserica Roşie) ist eine denkmalgeschützte Evangelisch-Lutherische Kirche im I. Bezirk Centru, am Piaţa Luther, auf dem Bulevardul Revoluţiei Nr. 6, in Arad, Rumänien.

## Geschichte
Ihren Beinamen verdankt die „Rote Kirche“ dem Backstein, mit dem die Mauern verziert sind. Die Kirche wurde nach den Plänen des Arader Architekten Lajos Szántay im Jahr 1905 im neugotischen Stil errichtet und 1906 fertiggestellt. Im selben Jahr fand auch die Einweihung der Kirche durch Bischof Sámuel Sárkány statt.

## Beschreibung
Der neugotische Sakralbau befindet sich in der Mitte des Luther-Platzes. Der Hauptturm der Kirche mit einer Höhe von 46 Meter wird von zwei kleineren polygonalen Seitentürmen gesäumt. Die Außenumrahmung des Hauptportals trägt die Inschrift Jöjjetek énhozzám (Kommet zu mir).
Die Kirche hat ein Mittelschiff, zwei Seitenschiffe und ein Querschiff.
Der Altar ist in neogotischem Stil gehalten. Das Altargemälde, eine aus dem Jahre 1848 stammende Malerei, die Das Gebet Jesu im Garten Gethsemani darstellt, stammt von dem Maler Josef Umlauf.
Die Kanzel wurde von dem Bildhauer György Örr aus Košice (heute Slowakei) geschaffen.
Bemerkenswert sind die Fenster mit neogotischer Glasmalerei von József Palka aus Budapest, welche die 13 Apostel darstellen.
Die elektropneumatische Orgel von Carl Leopold Wegenstein wurde  in Timișoara gebaut und im Jahr 1927 montiert. Die Orgel hat 25 Register, 2 Manuale, eine pneumatische Spiel- und Registertraktur und ein neugotisches Gehäuse. In Zusammenarbeit mit der Arader Philharmonie finden hier regelmäßig Konzerte statt.
Bei der Fertigstellung hatte die Kirche drei Glocken mit einem Gesamtgewicht von 1590 Kilo, die von dem bekannten Arader Glockengießer Frigyes Hönig hergestellt wurden. Die beiden großen Glocken wurden im Ersten Weltkrieg eingeschmolzen und zur Herstellung von Kanonen verwendet, lediglich die kleine Glocke blieb der Kirche erhalten.